# Pinus pinaster
Pinus pinaster, el pino resinero, pino rodeno, pino marítimo, pino rubial o pino negral  es una especie arbórea de la familia de las pináceas que se extiende por España, Portugal, sur de Francia, Italia, Marruecos y pequeñas poblaciones en Argelia y Malta, aunque posiblemente introducidas por el hombre. Generalmente entre el nivel del mar y unos 800 metros, aunque en el sur de Marruecos se puede encontrar hasta los 2000 m. En algunos lugares se le conoce también como pino negral, aunque no se debe confundir con el Pinus nigra. Por la facilidad que tiene para colonizar nuevos espacios donde no es nativo, está incluido en la lista 100 de las especies exóticas invasoras más dañinas del mundo de la Unión Internacional para la Conservación de la Naturaleza.

## Descripción

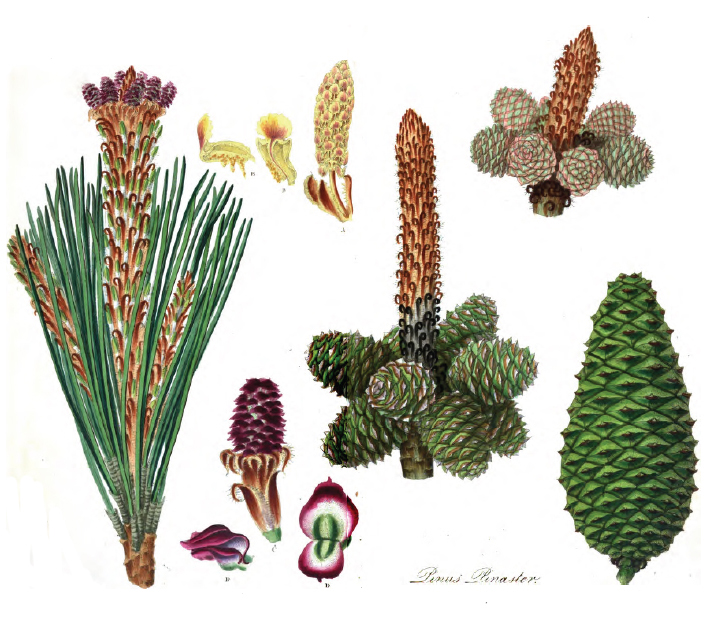
Ilustración

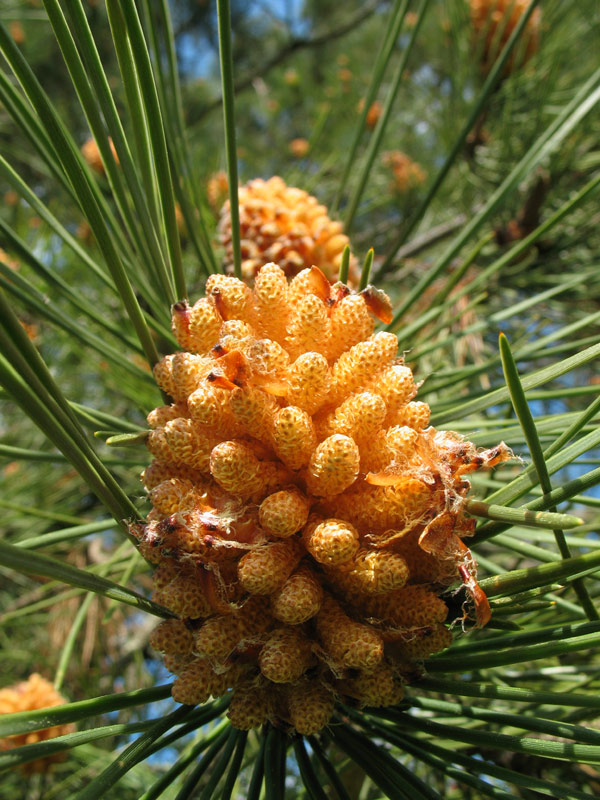
Detalle

Es un árbol de mediano tamaño 20 a 35 metros, de 1,2 m de tronco, excepcionalmente alcanza hasta 1,8 m, con frecuencia enroscado en la base. De corteza rojo anaranjada, gruesa y profundamente agrietada sobre todo en la base. Copa irregular y abierta. Las acículas se encuentran en pares, son gruesas y largas, de 12 a 22 cm de largo,de azul verdoso a amarillo verdoso.
Las piñas son cónicas de 10 a 20 cm de largo y 4 a 6 cm de ancho cuando están cerradas. Verdes al principio para pasar a un marrón rojizo a los 24 meses, que abren, ensanchando hasta unos 8 o 12 cm de ancho. Los piñones son de 8 a 10 mm con un ala de 20 a 25 mm que dispersa el viento.

## Simbología
Véase simbología del pino

## Distribución y hábitat
Dada la diversidad estacional con que aparece el pino rodeno, existen 2 grupos que se encuadran en dos subespecies: Atlántica (o marítima) y mesogeensis (mediterránea).
- La atlántica es la que presenta un área más reducida, representada en el centro de Portugal, plantaciones en Galicia y Landas francesas hasta el norte del estuario del Garona (donde se encuentra el mayor bosque de esta especie y también el mayor bosque de cualquier especie en Europa Occidental, el Bosque de las Landas).

- La mediterránea, al contrario que la marítima es más rústica en cuanto a climas y suelos, y se encuentra extendida por el Centro, Levante y Sur, existiendo diversas razas dentro de esta última subespecie. Extensión mundial mediterránea, por todas las provincias de España a excepción de Badajoz, Cádiz, Sevilla, Córdoba, Huelva, Almería, Alicante, Huesca, Navarra, Cantabria, Palencia y Zamora. A través de la repoblación artificial se han introducido incluso en esas provincias con notable éxito. Se prolonga en Francia, hasta Italia, llegando a los Apeninos, e introduciéndose también en Córcega. También está en el Mediterráneo Sur (Túnez, Argelia, Marruecos). Existe esta especie también, debido a repoblaciones en Sudáfrica, Nueva Zelanda y Australia.

En España, es especialmente significativa su presencia en los afloramientos ultramáficos de Málaga, especialmente Sierra Bermeja, donde forma una serie de vegetación endémica de la provincia junto a otras especies capaces de sobrevivir sobre estos suelos de peridotitas: la serie serpentinícola, Bermejense, termo y mesomediterránea, subhumeda y húmeda del pino negral (Pinus pinaster)

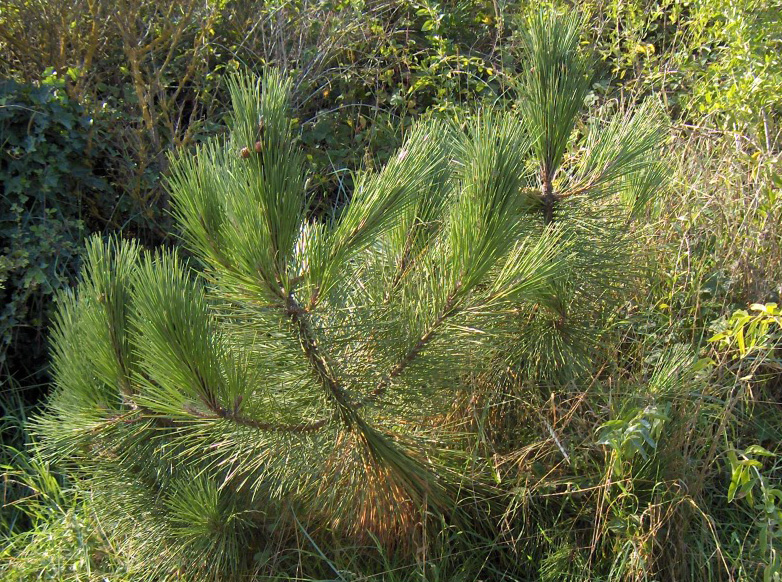
Follaje.

Destaca también la comarca de la sierra de Segura, por representar bosques extraordinariamente extensos y poblados e históricamente para producir los mejores ejemplares para la construcción en una sola pieza de los mástiles de los veleros. Por ello se ha denominado también al pino rodeno como marítimo; y es por ello que la sierra de Segura fuera declarada provincia marítima en el siglo XVIII hasta principios del XIX. Además, su madera ha servido como principal material para la construcción de rodeznos, las duras ruedas motoras de los molinos hidráulicos, sometidas a las fuertes presiones mecánicas y acciones biológicas del agua, por su alta tenacidad y resistencia a la podredumbre.

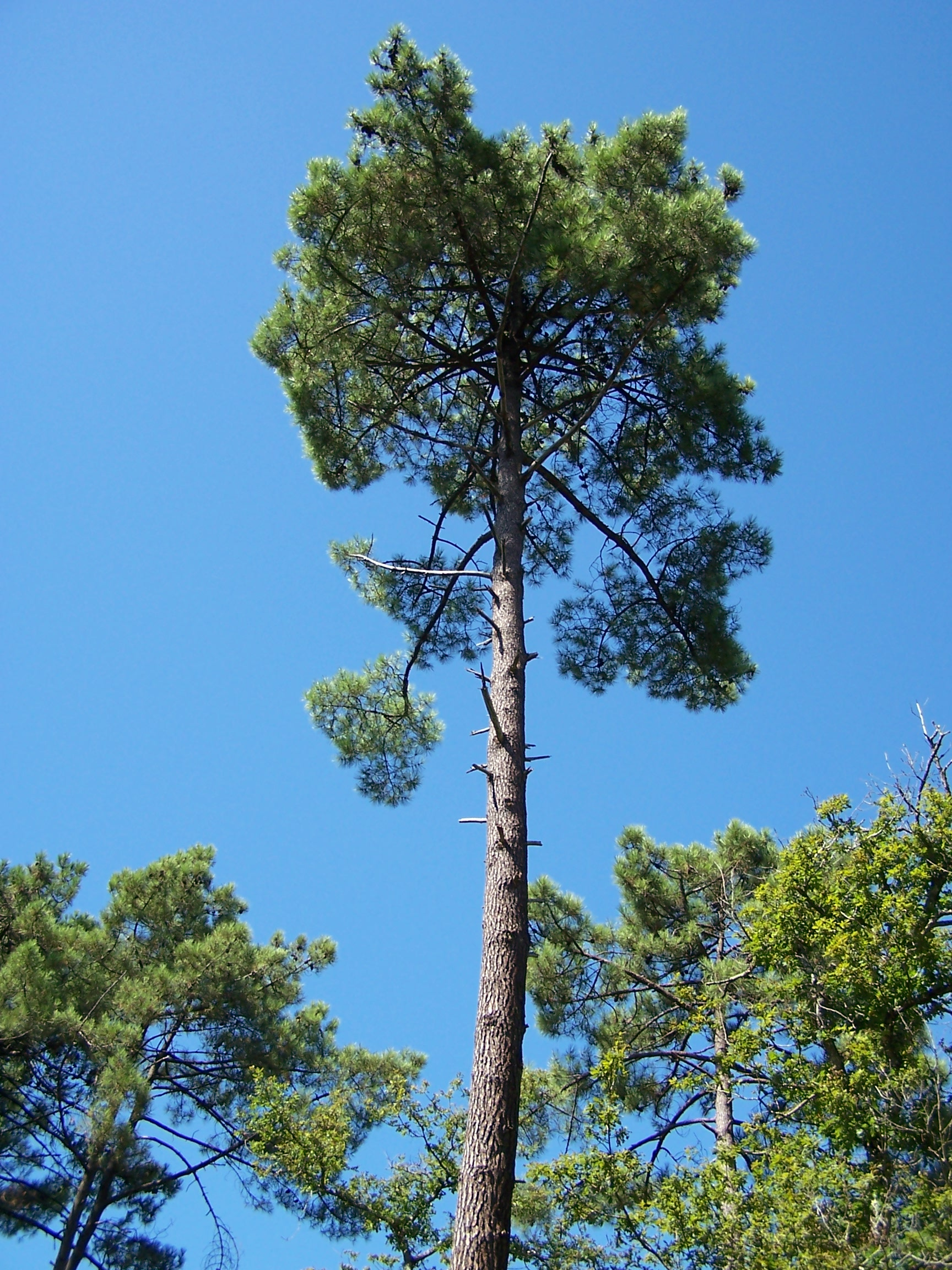
Vista del árbol

## Propiedades
Contiene el principio activo leucocianidol que posee propiedades como antihemorrágico y vitamínico P, controlando la permeabilidad y aumentando la resistencia capilar. Los taninos son astringentes (antidiarréico, hemostático local, cicatrizante). La trementina y su esencia tienen una acción expectorante, antiséptico de vías respiratorias y urinarias (urinario) y, en uso tópico, es rubefaciente.
Indicado para afecciones respiratorias: rinitis, sinusitis, faringitis, gripe, resfriados, laringitis, traqueitis, bronquitis, asma; infecciones urinarias: cistitis, uretritis, prostatitis, afecciones reumáticas. Varices, hemorroides, fragilidad capilar.

## Taxonomía

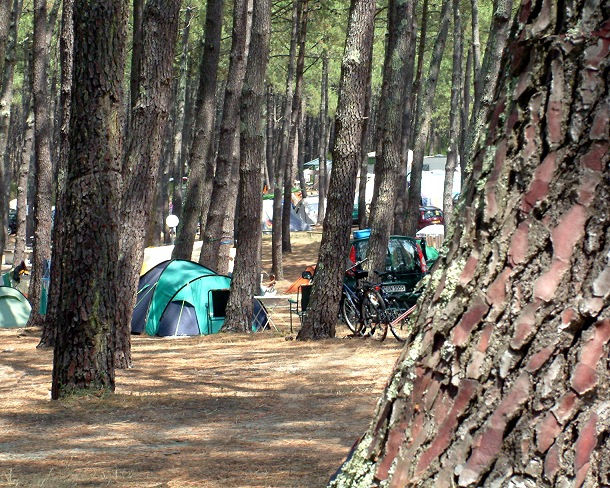
bosque del Pinus Pinaster

Pinus pinaster fue descrita por William Aiton  y publicado en Hortus Kewensis; or, a catalogue... 3: 367. 1789.
Etimología
Pinus: nombre genérico dado en latín al pino.
pinaster: epíteto
Sinonimia
- Pinus corteana Beissn.
- Pinus detritis Carrière
- Pinus glomerata Salisb.
- Pinus halepensis var. maritima Loudon
- Pinus helenica K.Koch
- Pinus lemoniana Benth.
- Pinus maritima Lam.
- Pinus minor Loudon
- Pinus monspeliensis Salzm. ex Duval-Jouve
- Pinus neglecta H.Low ex Gordon
- Pinus nigrescens Ten.
- Pinus nova-zelandica Lodd. ex G.Don
- Pinus sancta-helenica Loudon ex Carrière
- Pinus scarina Steud.
- Pinus syrtica Thore[9][10]

## Nombre común
Pin rueno, pino, pino bermejo, pino borde, pino bravo, pino carrasco, pino de Burdeos, pino de Flandes, pino de aire, pino de la resina, pino de las Landas, pino de las landas, pino de madera, pino de resina, pino gallego, pino laricio, pino marítimo, pino morisco, pino negral, pino negrillo, pino negro, pino nevral, pino oficinal, pino pinagral, pino resinero, pino rodeno, pino rodero, pino rodesno, pino rodezno, pino royal, pino rubial, pino ruezno, pino ródeno, pino volador, pinos, piñón, rodeno, royal.